# Petroșica (okręg Jassy)
Petroșicaⓘ – wieś w Rumunii, w okręgu Jassy, w gminie Coarnele Caprei. W 2011 roku liczyła 121 mieszkańców.